# 1950年バレーボール女子欧州選手権
1950年バレーボール女子欧州選手権は、1950年10月14日から10月22日にかけてブルガリアのソフィアで開催された、欧州バレーボール連盟主催の第2回バレーボール欧州選手権女子大会。出場国は6カ国。ソビエト連邦が2大会連続2回目の優勝を飾った。

## 出場国
- ブルガリア
- ハンガリー
- ポーランド
- ルーマニア
- チェコスロバキア
- ソビエト連邦

## 最終結果
| 1950年女子欧州選手権優勝国      |
| ------------------------------- |
| · ソビエト連邦 · 2大会連続2回目 |

| 順位 | 国               |
| ---- | ---------------- |
| 1    | ソビエト連邦     |
| 2    | ポーランド       |
| 3    | チェコスロバキア |
| 4    | ブルガリア       |
| 5    | ルーマニア       |
| 6    | ハンガリー       |